# Pygmaeascincus timlowi
Espèce
Synonymes
- Menetia timlowi Ingram, 1977

Pygmaeascincus timlowi est une espèce de sauriens de la famille des Scincidae.

## Répartition
Cette espèce est endémique du Queensland en Australie.

## Étymologie
Cette espèce est nommée en l'honneur de Timothy Low.

## Publication originale
- Ingram, 1977 : Descriptions of three small lizards - two of them new. Genus Menetia (Lacertilia, Scincidae) in Queensland. Victorian Naturalist, vol. 94, p. 184-187.